# Бочаров, Андрей Иванович
Андре́й Ива́нович Бочаро́в (род. 14 октября 1969, Барнаул) — российский военный и государственный деятель. Губернатор Волгоградской области с 24 сентября 2014 (врио 2 апреля — 24 сентября 2014).
Заместитель губернатора Брянской области (2005—2007). Депутат Государственной думы Федерального собрания Российской Федерации V—VI созывов (2007—2012). Член Госсовета России (2014—2018 и с 2020). Герой Российской Федерации (1996).

## Биография
Родился в Барнауле 14 октября 1969 года. В детстве переехал в Стародубский район Брянской области вместе с семьей, окончив там среднюю школу. В 1987 году окончил Московское суворовское военное училище и поступил в Рязанское высшее воздушно-десантное командное училище.

### Военная служба
В 1991 году Бочаров окончил Рязанское высшее воздушно-десантное командное училище, после чего на должностях от комвзвода до командира парашютно-десантного батальона проходил службу в воздушно-десантных войсках, был старшим офицером в штабе воинской части. Служил в 104-й гвардейской воздушно-десантной дивизии (Кировобад, с 1993 полк передислоцирован в Ульяновск).
Андрей Бочаров участвовал в первой чеченской кампании. В марте 1995 года руководил разведротой на направлении Грозный — Аргун — Гудермес, в ходе чего захватил вместе со своей ротой узел обороны боевиков на господствующей высоте в районе села Комсомольского, где находились до 40 боевиков. В ходе захвата высоты 16 человек из разведроты Бочарова уничтожили 16 боевиков и захватили троих в плен. Попытки боевиков отбить высоту были отражены со значительным уроном для нападавших. В ходе отражения последней атаки Бочаров вызвал на себя огонь артиллерии. В результате боестолкновения разведгруппа Бочарова не имела погибших и раненых, а удержанная ими высота стала плацдармом для дальнейшего наступления российских войск. 20 июля 1996 года указом президента России № 1064 Бочарову было присвоено звание Героя Российской Федерации за проявленные мужество и героизм.

### Политическая деятельность
С декабря 1998 года — председатель Совета Союза Героев России.
7 февраля 2004 года был зарегистрирован доверенным лицом кандидата на должность Президента Российской Федерации Сергея Михайловича Миронова.
С января 2005 года — заместитель губернатора Брянской области — постоянный представитель Администрации Брянской области при Правительстве РФ.
2007—2012 — депутат Государственной Думы Российской Федерации V и VI созыва. Член фракции «Единая Россия», заместитель председателя Комитета Госдумы по делам ветеранов.
С октября 2012 по август 2013 года — Главный федеральный инспектор в Брянской области.
C августа 2013 года по апрель 2014 года — Руководитель исполкома федерального штаба ОНФ.

## Губернатор Волгоградской области
2 апреля 2014 года Указом Президента России назначен исполняющим обязанности губернатора Волгоградской области.
По результатам единого дня голосования 14 сентября 2014 года набрал 88,49 % голосов. Вступил в должность 24 сентября 2014 года.
С 25 октября 2014 по 7 апреля 2015 года, с 22 ноября 2016 по 26 мая 2017 года и с 27 января по 21 декабря 2020 года — член президиума Государственного Совета Российской Федерации.
В 2014 году во время встречи с главой Следственного Комитета РФ по Волгоградской области, Андрей Бочаров заявил, что борьба с коррупцией должна вестись независимо от должностей и партийных регалий, при этом намекнув, что «впереди нас ждут ещё более сильные потрясения и громкие разоблачения». В результате под уголовное преследование попал ряд крупных чиновников, входивших в «команду» предыдущего губернатора, а также сторонник Бочарова, глава Городищенского района Александр Тарасов. Эксперты говорят о причастности Бочарова к уголовному преследованию своего несостоявшегося конкурента от оппозиции на выборах губернатора — депутата Госдумы от КПРФ Николая Паршина.
Имя Андрея Бочарова открыто связывают со скандальным уголовным делом о клевете в отношении волгоградского политического блогера Андрея Девяткина, а также с помещением Девяткина в психиатрический стационар. При этом официально Бочаров в деле не фигурирует. По словам известного волгоградского активиста ОНФ, Эдгара Петросяна, «Андрей Бочаров воспринимается как человек, начавший свою карьеру с прессинга блогера».
Несмотря на предвыборные заверения Бочарова о привлечении федеральных средств для возрождения ВОАО «Химпром», через 2 месяца после выборов последовала его немедленная ликвидация и сокращение сотрудников. Во время предвыборной кампании в 2014 году Бочаров обещал обеспечить Волгоградский тракторный завод заказами на 100 миллиардов рублей, однако вместо заказов в 2017 году администрация Волгограда потребовала банкротства предприятия, чтобы пустить территорию под застройку. Бочаров предлагал передать Волгоградский завод буровой техники в собственность государства, потом пообещал предприятию крупный заказ, а в итоге предприятие обанкротилось c последующей передачей ВМК "Красный Октябрь". В дальнейшем Волгоградский завод буровой техники отошёл не государству, как обещал Бочаров, а за бесценок его ближайшему сподвижнику Александру Сивакову.
В 2016 году на Бочарова было совершено покушение. Неизвестные попытались поджечь стену частного дома, в котором проживал губернатор. Злоумышленники бросили в дом через забор бутылку с зажигательной смесью. На тот момент глава региона с семьей находился дома, огонь удалось потушить, никто во время инцидента не пострадал. Площадь возгорания и ущерб, причиненный поджигателями владельцу недвижимости до сих пор неизвестны. 23 мая 2019 года в Москве был задержан бизнесмен Евгений Ремизов, который был назван заказчиком покушения. Он, в свою очередь, дал показания на волгоградского предпринимателя Владимира Зубкова и экс-главу управления СК РФ по Волгоградской области Михаила Музраева. В июне 2019 года они были отправлены в СИЗО, но свою вину задержанные не признают. 23 ноября 2020 года Краснооктябрьский районный суд Волгограда вынес приговор двум обвиняемым по делу о поджоге — Ивану Железнякову (6,5 лет колонии строгого режима) и Дмитрию Ушакову (8 лет колонии). 22.03.2022 Южный окружной военный суд в Ростове-на-Дону приговорил бывшего начальника следственного управления СК по Волгоградской области Михаила Музраева к 20 годам колонии по делу о покушении на своего близкого друга губернатора региона Андрея Бочарова, сообщника, предпринимателя Владимира Зубкова, приговорили к 14 годам колонии строгого режима.
В Единый день голосования 8 сентября 2019 года в первом туре выборов Губернатора Волгоградской области одержал победу: за него отдали голос 76,81 % принявших участие в выборах избирателей. Явка составила 41,23 %, таким образом за Бочарова проголосовало 31,67 % от общего числа избирателей. Полномочия истекают в 2024 году.
В январе 2020 года заявил, что в Волгоградской области слишком много объектов культурного наследия, и с сожалением отметил, что исключить объект из списка невозможно решением региональных властей, для этого необходимо постановление правительства России.
В апреле 2021 года под домашний арест был помещён бывший председатель комитета природных ресурсов, лесного хозяйства и экологии области Виталий Сазонов (руководил комитетом с 2016 года). Он подозревается в превышении должностных полномочий при заключении контрактов на ликвидацию свалок на территории Волгоградской области в рамках реализации национального проекта «Экология». Сумма похищенных бюджетных средств составила 76,71 миллиона рублей[значимость факта?].
На выборах в Государственную думу 2021 года выступил в качестве паровоза для партии Единая Россия.
12 июля 2023 года выступил с резкой критикой регионального оператора по обращению с ТКО ООО «Ситиматик Волгоград». После этого региональный оператор лишился своего статуса. Проблемы у ООО «Ситиматик Волгоград» возникли из-за коммерческого спора с ГК «Чистый Город». Бочаров фактически встал на сторону ГК «Чистый Город» и помог осуществить рейдерский захват сферы обращения с отходами на территории Волгоградской области.
29 апреля 2025 года добился переименования аэропорта Волгограда Гумрак в Сталинград.

## Критика
По версии Новой газеты, Андрей Бочаров в статусе депутата Государственной думы направлял депутатские запросы в правоохранительные органы с просьбой проверить бизнес Барченкова, который имел конфликт с криминальным авторитетом Алексеем Храмушиным по кличке Глыба, затем командующего Воздушно-десантными войсками России Владимира Шаманова .
Губернатор Волгоградской области Андрей Бочаров при решении вопросов связанных с деятельностью ВМК «Красный октябрь» по сообщениям СМИ входил в группу вице-премьера Дениса Мантурова, и недоброжелатели присвоили Бочарову прозвище «имбецил».
В октябре 2022 года, после масштабной коммунальной аварии на коллекторе в пойме реки Царица жители города-героя Волгограда дали губернатору Бочарову прозвище «Андрей Фекальный».
Андрей Бочаров передвигался на автомобиле Audi A8 с поддельными номерами, данный автомобиль принадлежит фирме «Инвест С». В свою очередь компания «Инвест С» с офшором КОМПАНИЯ «ТЕССО ХОЛДИНГ ИНК» зарегистрированным на Британских Виргинских островах (учредители Игорь Жирноклеев и лидер ОПГ «таганские» Григорий Рабинович, оба обвиняются по делу о серии убийств, кражах, вымогательстве, организации преступного сообщества.)

## Награды
- Герой Российской Федерации (20 июля 1996 года, указ президента № 1064) — за умелое руководство боевыми действиями полка, мужество и героизм, проявленные при исполнении воинского долга в Северо-Кавказском регионе[65];
- Орден «За заслуги перед Отечеством» III степени (24 июня 2025 года) — за большой вклад в социально-экономическое развитие Волгоградской области[66];
- Орден «За заслуги перед Отечеством» IV степени (2023 год)[67];
- орден Дружбы (21 февраля 2019 года, указ президента № 76) — за достигнутые трудовые успехи, многолетнюю добросовестную работу и большой вклад и проведение чемпионата мира по футболу 2018 года[68][69];
- медаль «За отличие в воинской службе» II степени (Указ ПВС СССР)[70][неавторитетный источник][нет в источнике];
- медаль «70 лет Вооружённых Сил СССР» (1988 год, Указ ПВС СССР);[источник не указан 132 дня]
- медали «За отличие в военной службе» III и II степеней (1997, 2002 гг., Минобороны России);
- медаль «За возвращение Крыма» (июнь 2014 года, Минобороны России) — за содействие в решении задач, возложенных на Вооружённые Силы Российской Федерации[71][72];
- медаль «За содействие» (декабрь 2017 года, Следственный комитет России) — за содействие деятельности Следственного комитета Российской Федерации[73];
- медаль «150 лет основания института судебных приставов» (30 июля 2015 года, Приказ ФССП России № 1355-к)[74];
- орден Святого благоверного князя Даниила Московского II степени (сентябрь 2021 года, РПЦ) — за труды по воссозданию собора Святого Александра Невского в Волгограде[75];
- благодарность Президента Российской Федерации (26 декабря 2012 года)[76].

## Санкции
С июля 2022 года за поддержку войны России против Украины находится под санкциями Великобритании.
19 августа 2022 года включён в санкционный список Канады «близких соратников режима, которые являются соучастниками агрессии российского режима против Украины».
19 октября 2022 года включён в санкции Украины как «глава государственного органа, осуществлявший поддержку/поощрение/публичное одобрение политики РФ, направленной на проведение военных действий и геноцид гражданского населения в Украине».
С 15 декабря 2022 года находится под санкциями США.
По аналогичным основаниям находится под санкциями Австралии и Новой Зеландии.

## Семья
Жена - Валентина Бочарова, внучка ветерана Великой Отечественной войны, уроженца с. Гараджамирли, Шамхорского района Аз.ССР Халилова Али Полад Оглы.
Двое совершеннолетних детей.